# 러시아의 철학자 목록
다음은 러시아의 철학자 목록이다.

## 주요 사상가

### 러시아 계몽주의
- 바실리 타시셰프
- 흐리호리 스코보로다
- 알렉산드르 라디셰프

### 슬라보필 및 포치베니체스트보
- 알렉세이 호먀코프
- 표도르 튜체프
- 니콜라이 다닐렙스키
- 표도르 도스토옙스키
- 니콜라이 베르댜예프

### 러시아의 상징주의자
- 드미트리 메레시콥스키
- 콘스탄틴 발몬트
- 프세볼로트 메이예르홀트
- 알렉산드르 블로크
- 안드레이 벨리
- 표도르 솔로구프

### 서구화주의자
- 비사리온 벨린스키
- 알렉산드르 게르첸

### 러시아 셸링풍
- 비사리온 벨린스키
- 실증주의

### 러시아의실증주의자
- 표트르 라브로프
- 니콜라이 미하일롭스키

러시아 마흐주의자
- 알렉산드르 보그다노프

### 러시아의 우주론자
- 니콜라스 레리히
- 블라디미르 베르나츠키
- 콘스탄틴 치올콥스키

### 오컬트주의자
- 헬레나 블라바츠키
- 게오르기 구르지예프

### 인식론자,논리학자,형이상학자
- 보리스 치체린

### 인민주의자
- 알렉산드르 게르첸
- 표트르 라브로프
- 니콜라이 미하일롭스키

### 아나키스트
- 미하일 바쿠닌
- 레프 톨스토이
- 표트르 크로폿킨

### 유물론및허무주의자
- 니콜라이 체르니솁스키
- 드미트리 피사레프
- 이반 세체노프

### 사회주의자 및마르크스주의자
- 게오르기 플레하노프
- 블라디미르 레닌
- 알렉산드라 콜론타이
- 알렉산드르 게르첸
- 레프 트로츠키
- 니콜라이 부하린

### 기독교 철학자
- 표도르 도스토옙스키
- 니콜라이 베르댜예프
- 레프 톨스토이

### 동방기독교 신학자
- 알렉세이 호먀코프
- 블라디미르 로스키
- 게오르기 플로롭스키

### 실존주의자
- 표도르 도스토옙스키
- 레프 셰스토프
- 니콜라이 베르댜예프

### 미학가
- 미하일 바흐친

### 사상역사가
- 아이제이아 벌린

## 같이 보기
- 러시아 문학
- 알렉산드르 두긴